# André-Joseph Fétis
André-Joseph Fétis, SM (Périgueux, 16 de abril de 1961) é sacerdote francês da Igreja Católica Romana filiado à Sociedade de Maria, da qual é o superior geral desde 2018.

## Biografia
Nasceu em Périgueux, França, a mesma cidade onde nasceu o fundador de sua congregação o Bem-Aventurado Guilherme José Chaminade duzentos anos antes. Fez seu noviciado em Art-sur-Meurthe, França. Em 31 de agosto de 1985, pronunciou seus votos perpétuos na Sociedade de Maria em Bordéus.
Diplomado em música, estudou em Paris e em Bordéus enquanto trabalhava como professor no colégio marianista de Bordéus. Estudou então teologia na Pontifícia Universidade Gregoriana em Roma e foi ordenado sacerdote em 25 de junho de 1994 em Antony. Foi nomeado capelão e professor nas escolas marianistas de Belfort e Saint-Dié-des-Vosges, e então tornou-se mestre dos noviços.
De 2002 a 2006, serviu na Costa do Marfim, onde foi reitor do Santuário Marial de Nossa Senhora da África em Abidjan. No capítulo geral de 2006, foi eleito assitente geral de vida religiosa, função que exerceu durante doze anos. Em 20 de julho de 2018, o capítulo geral da Sociedade de Maria em Roma elegeu-o 15º superior geral da congregação, em sucessão ao Pe. Manuel José Cortés Soriano, SM, que completara seu segundo mandato. Em 18 de julho de 2024, teve seu mandato renovado por mais seis anos.